# China Open 2015
Il China Open 2015 è stato un torneo di tennis giocato sui campi di cemento all'aperto. È stata la 17ª edizione del torneo maschile, che appartiene al circuito ATP Tour 500 nell'ambito dell'ATP World Tour 2015, e la 19ª del torneo femminile facente parte della categoria Premier nell'ambito del WTA Tour 2015. Sia gli incontri maschili che quelli femminili si sono giocati all'Olympic Green Tennis Center di Pechino, Cina, dal 5 al 11 ottobre 2015.

## Partecipanti ATP

### Teste di serie
| Nazionalità | Giocatore          | Ranking* | Testa di serie |
| ----------- | ------------------ | -------- | -------------- |
| Serbia      | Novak Đoković      | 1        | 1              |
| Rep. Ceca   | Tomáš Berdych      | 5        | 2              |
| Spagna      | Rafael Nadal       | 7        | 3              |
| Spagna      | David Ferrer       | 8        | 4              |
| Canada      | Milos Raonic       | 9        | 5              |
| Stati Uniti | John Isner         | 13       | 6              |
| Belgio      | David Goffin       | 15       | 7              |
| Francia     | Jo-Wilfried Tsonga | 16       | 8              |

* Le teste di serie sono basate sul ranking al 28 settembre 2015.

### Altri partecipanti
I seguenti giocatori hanno ricevuto una wildcard per il tabellone principale:
- Lu Yen-hsun
- Wu Di
- Zhang Ze

I seguenti giocatori sono passati dalle qualificazioni:

- Aljaž Bedene
- Simone Bolelli
- Denis Istomin
- John Millman

## Partecipanti WTA

### Teste di serie
| Nazionalità | Giocatrice           | Ranking* | Testa di serie |
| ----------- | -------------------- | -------- | -------------- |
| Romania     | Simona Halep         | 2        | 1              |
| Rep. Ceca   | Petra Kvitová        | 4        | 2              |
| Italia      | Flavia Pennetta      | 6        | 3              |
| Polonia     | Agnieszka Radwańska  | 7        | 4              |
| Spagna      | Garbiñe Muguruza     | 8        | 5              |
| Serbia      | Ana Ivanović         | 9        | 6              |
| Spagna      | Carla Suárez Navarro | 10       | 7              |
| Danimarca   | Caroline Wozniacki   | 11       | 8              |
| Rep. Ceca   | Karolína Plíšková    | 12       | 9              |
| Germania    | Angelique Kerber     | 13       | 10             |
| Svizzera    | Belinda Bencic       | 14       | 11             |
| Svizzera    | Timea Bacsinszky     | 15       | 12             |
| Germania    | Andrea Petković      | 16       | 13             |
| Stati Uniti | Madison Keys         | 17       | 14             |
| Italia      | Roberta Vinci        | 18       | 15             |
| Ucraina     | Elina Svitolina      | 20       | 16             |

* Le teste di serie sono basate sul ranking al 28 settembre 2015.

### Altre partecipanti
Le seguenti giocatrici hanno ricevuto una wildcard per il tabellone principale:
- Casey Dellacqua
- Han Xinyun
- Wang Qiang
- Zhang Shuai
- Zheng Saisai

Le seguenti giocatrici sono passate dalle qualificazioni:

- Lara Arruabarrena
- Kateryna Bondarenko
- Mariana Duque Mariño
- Irina Falconi
- Bojana Jovanovski
- Bethanie Mattek-Sands
- Mónica Puig
- Julija Putinceva

## Campioni

### Singolare maschile
Novak Đoković ha sconfitto in finale  Rafael Nadal con il punteggio di 6–2, 6–2.
- È il cinquantaseiesimo titolo in carriera per Đoković, ottavo del 2015 e sesto a Pechino.

### Singolare femminile
Garbiñe Muguruza ha battuto in finale  Timea Bacsinszky con il punteggio di 7–5, 6–4.
- È il secondo titolo in carriera per la Muguruza, il primo del 2015.

### Doppio maschile
Vasek Pospisil /  Jack Sock hanno sconfitto in finale  Daniel Nestor /  Édouard Roger-Vasselin con il punteggio di 3–6 , 6–3 , [10–6].

### Doppio femminile
Martina Hingis /  Sania Mirza hanno battuto in finale  Chan Hao-ching /  Latisha Chan con il punteggio di 6(9)–7, 6–1, [10–8].